# Will Hurd
Will Hurd, właśc. William Ballard Hurd (ur. 19 sierpnia 1977) – amerykański polityk, członek Partii Republikańskiej i kongresman ze stanu Teksas (w latach 2015-2021).